# Base antarctique Concordia
Pour les articles homonymes, voir Concordia.
La station antarctique Concordia est une station de recherche franco-italienne permanente gérée par l'Institut polaire français Paul-Émile-Victor (IPEV) et le Programma Nazionale di Ricerche in Antartide, installée au dôme C, dans le territoire antarctique australien. Avec la base américaine Amundsen-Scott au pôle Sud et la base russe Vostok, Concordia est l’une des trois stations à l’intérieur du continent antarctique à fonctionner toute l’année.
Active depuis 1997, elle permet l’hivernage depuis 2005. Durant cette période, elle peut accueillir une quinzaine de personnes contre une soixantaine durant l’été.
Concordia est située sur le plateau Antarctique à une altitude de 3 233 m ; elle est distante d’environ 1 100 km de la base française Dumont-d’Urville et de 1 200 km de la base italienne Mario-Zucchelli. La station la plus proche est Vostok à environ 550 km. Le pôle Sud géographique est distant de 1 670 km.

## Histoire
Les premiers travaux de recherche commencent au dôme C en 1978. En 1982, la France émet l’idée d'établir une base permanente sur cette zone avant d'être rejointe dans ce projet par l’Italie quelques années plus tard. En 1993 l’Institut français pour la recherche et la technologie polaires (IFRTP) et l'agence italienne Ente per le Nuove Tecnologie, l'Energia e l'Ambiente (ENEA) signent un accord visant à la construction d’une telle station et les travaux débutent deux ans plus tard.
Les bâtiments d'été sont opérationnels en 1997 avec la réalisation du forage EPICA. La construction de la station d'hiver débute en 1999 et se termine en 2004. Le premier hivernage débute l’année suivante où, durant neuf mois, les treize premiers hivernants sont en autonomie totale.
La station a connu les visites officielles notables de Michel Rocard (alors ambassadeur des pôles) en 2012 et de la ministre de la recherche en exercice, Frédérique Vidal, en novembre 2019 (accompagnée d'Antoine Petit, président-directeur général du CNRS et Jérôme Chappellaz, directeur de l'IPEV).

## Station
Deux grandes zones d'habitation existent :

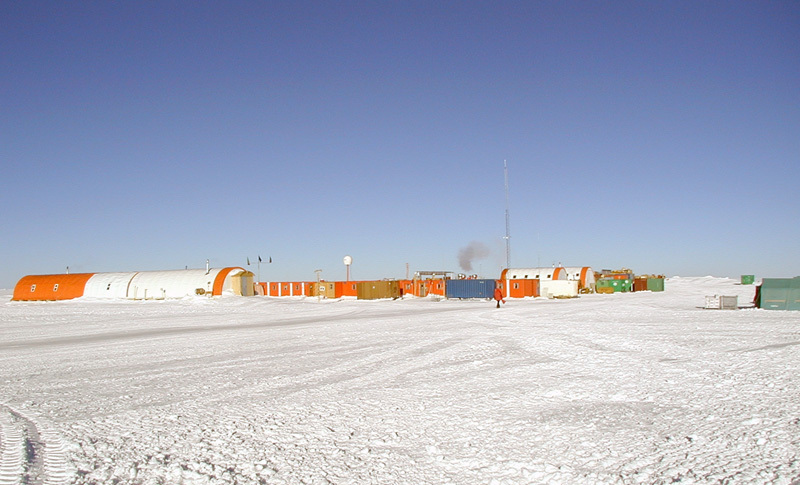
Le camp d'été en janvier 2005.

- celle utilisée durant l’été et qui peut héberger une soixantaine de personnes ;
- deux bâtiments d'hiver où peuvent résider en totale autonomie durant neuf mois une quinzaine de personnes.

Les bâtiments d'hiver ont une forme polygonale à dix-huit côtés et montés chacun sur six pilotis qui montent ou descendent grâce à des vérins hydrauliques pour compenser les variations du niveau du sol gelé. Ils sont sur trois niveaux et reliés par une passerelle couverte au premier niveau. La surface habitable totale de ces deux bâtiments est de 1 500 m2. L'un est consacré aux activités « calmes » (l'hôpital, la salle radio, la station météo, les chambres et les laboratoires) et l'autre aux activités « bruyantes » (les ateliers, les bureaux techniques, les magasins, la salle de sport et de vidéo, la cuisine, le restaurant, la bibliothèque et la salle de réunion).
L'hiver, les communications avec le monde extérieur se font par liaisons satellite (Inmarsat et Iridium).
Le centre technique se trouve juste à côté des bâtiments d'hiver, relié à ceux-ci par un autre tunnel. Là, se trouvent :
- la centrale électrique composée de groupes électrogènes ;
- la chaufferie qui réutilise la chaleur produite par la centrale électrique ;
- la réserve d’eau potable, assurée par un fondoir ;
- l’unité de traitement des eaux usées qui a pour objectif de recycler plus de 90 % des eaux grises grâce à un prototype de l’Agence spatiale européenne (ESA) qu’elle pourrait utiliser pour des vols spatiaux de longues durées[6].

## Climat
La station antarctique Concordia connaît un climat extrêmement froid tout au long de l'année. La température moyenne annuelle est de -50,6°C,.

### Températures
- Été (décembre-janvier) : Les températures varient entre -35,4°C et -21,7°C[7].
- Hiver (avril-septembre) : Les températures peuvent descendre jusqu'à -80°C, avec un record de -84,7°C enregistré en août 2010[7].

### Précipitations
Les précipitations sont très faibles, avec une accumulation annuelle équivalente à environ 25 mm d'eau. Elles se produisent principalement sous forme de poudrin de glace, de minuscules aiguilles de glace qui peuvent se former même par temps clair.

### Vent
Le vent à Concordia est généralement faible comparé aux zones côtières de l'Antarctique, avec des vitesses maximales de 8 à 10 m/s.

## Moyens de transport

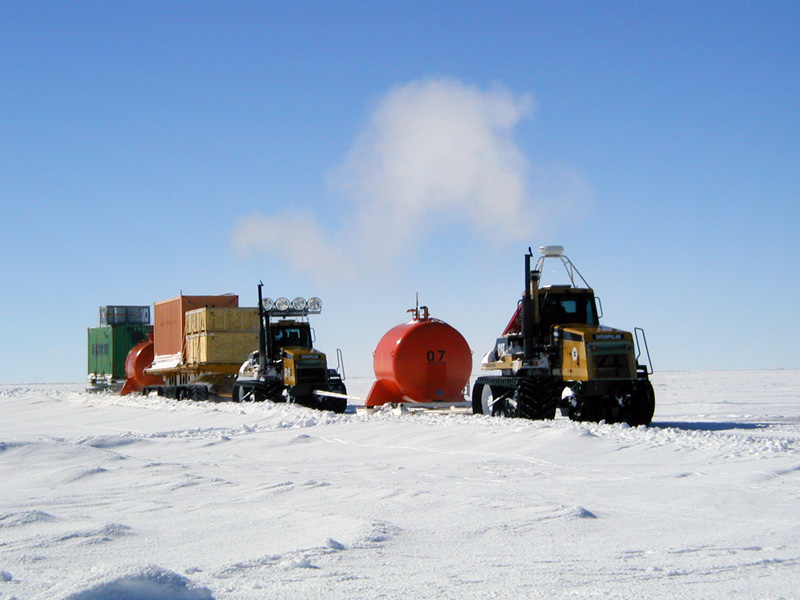
Un convoi de ravitaillement en provenance de la base Dumont-d'Urville en janvier 2005.

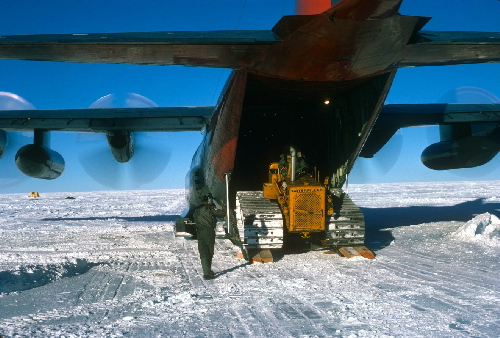
Déchargement d'un approvisionnement par avion.

Des moyens de transport terrestres et aériens sont utilisés pour rallier la station et assurer son approvisionnement.
Le gros du matériel (environ 350 tonnes) arrive par trois ou quatre convois terrestres organisés durant la campagne d'été. Composés de deux dameuses et de six à huit tracteurs à chenilles, ces convois (appelés « raids ») sont composés de neuf à dix personnes qui dorment dans deux caravanes (dénommées « Vie » et « Énergie ») conçues à cet effet. En partance de la base Robert Guillard (sur le site du cap Prud'homme, sur le continent Antarctique), la durée du trajet est de vingt à vingt-cinq jours aller-retour. Le voyage de retour ne se fait pas à vide, car il transporte, entre autres, les déchets de la station et les matériels à retourner vers l’Europe. En raison des conditions antarctiques particulièrement difficiles, le trajet est préparé à l’aide d’images SPOT et par guidage via le réseau satellitaire GPS,.
Un convoi (à vocation scientifique) partant de la base antarctique Concordia et à destination de la base antarctique Vostok fut effectué pour la première fois entre le 20 décembre 2011 et le 3 janvier 2012. Le convoi du retour quitta la base Vostok le 6 janvier 2012 et arriva à Concordia le 25 janvier 2012,.
La voie des airs est utilisée par des avions de type Twin Otter et Basler BT-67. En raison de leur faible capacité, les Twin Otters assurent principalement le transport des personnes. Basés sur la station italienne Mario-Zuchelli durant la période de novembre à début février, les Twin Otter effectuent la plupart de leurs vols dans le triangle formé par les bases Mario-Zuchelli-Concordia-Dumont-d'Urville. La durée moyenne d’un vol entre ces stations est d’environ quatre heures. Les Basler viennent quant à eux de la base antarctique McMurdo pour le transport des personnes et du matériel.

## Travaux de recherche

### Glaciologie et chimie de l'atmosphère

#### Programmes français (ex LGGE - IGE)
L'Institut des géosciences de l’environnement (IGE), créé par regroupement de laboratoires en 2017, rassemble environ cent cinquante personnes autour de recherches sur la neige et la glace, les glaciers, le climat (atmosphère, glace et océan) et l’environnement. L'IGE est donc l’un des principaux laboratoires à exercer en Antarctique et notamment sur le site du dôme C. C’est une unité mixte de recherche du CNRS et de l’université Grenoble-Alpes. Parmi les nombreux programmes de recherches ou services d’observations (SO) menés au dôme C, on retrouve les SO GLACIOCLIM et CESOA ainsi que d’autres programmes de recherches comme SUNITEDC 1011, CALVA, GMOStral et GLACIO902. Mais tout a commencé avec le programme EPICA (European Project for Ice Coring in Antarctica).
Les études de chimie de l’atmosphère menées en régions polaires par l'IGE visent à comprendre le rôle joué par les surfaces glacées (manteau neigeux continental et glace de mer) sur la capacité oxydante inhabituelle rencontrée dans la basse atmosphère de ces régions et son impact sur les cycles biogéochimiques qui sont étudiés par ailleurs. Ces études se font avec une approche intégrée allant des mécanismes physico-chimiques régulant l’aptitude des surfaces glacées à générer des oxydants jusqu’aux conséquences sur le cycle du soufre, de l’azote, des composés organiques, et du mercure, en passant par l’établissement du bilan des différents oxydants. Cette approche intégrée associe souvent mesures de terrain en Arctique (OASIS) et en Antarctique (IPEV), études en laboratoire et simulations numériques. Ces études aident à l’interprétation des profils de concentrations dans les carottes de glace. Elles sont également importantes pour les services d’observations atmosphériques comme celui qui documente le cycle du soufre et sa réponse via le phytoplancton de l’océan Antarctique au changement climatique global (CESOA) ou encore le futur observatoire arctique où les bouleversements du changement climatique sont actuellement les plus visibles. Enfin l’activité des microbes dans la neige est explorée car ayant des conséquences importantes sur le cycle de certaines espèces comme les composés azotés ou encore des contaminants toxiques comme le mercure.
- EPICA :

Dans le cadre du programme européen de recherche EPICA, le site du dôme C a été choisi car les strates de glace ne s’y sont que peu déplacées et des carottages y sont effectués dans la calotte glaciaire. Les prélèvements réalisés jusqu’à 3 270 m de profondeur permettent de retracer l’histoire du climat sur une période de plus de 800 000 ans. Les carottes (d’un diamètre de 10 cm et d’une longueur maximale de 3 m) passent d’une température de −2 °C au fond à −54 °C en surface, et le laboratoire à −20 °C permet des études sur place. Une carothèque à −55 °C permet de conserver pour le patrimoine mondial l’état de l’air pour une période qui couvre 800 000 ans (CO2, CH4, poussières).
EPICA était un projet multinational (Belgique, Danemark, France, Allemagne, Italie, Pays-Bas, Norvège, Suède, Suisse et Royaume-Uni) pour des forages profonds en Antarctique. Son objectif principal était d’obtenir une documentation complète sur les données climatiques et atmosphériques en Antarctique en forant et en analysant deux carottes de glace pour les comparer avec celles du Greenland counterparts (GRIP et GISP). L’évaluation de ces données a permis d’obtenir des informations sur la variation naturelle du climat et les mécanismes d’un rapide changement climatique durant la dernière ère glaciaire. Le projet EPICA fut un énorme succès, à la fois technologiquement et scientifiquement. En 2008, le projet reçut le prix Descartes de la Recherche.[réf. souhaitée]
En 2013 :
- GLACIOCLIM :

GLACIOCLIM, Les GLACIers, un Observatoire du CLIMat, est un service d’observation de la thématique « Océan-Atmosphère » portant sur l’étude des glaciers et du climat. Trois composantes forment ce SO : GLACIOCLIM-ALPES, GLACIOCLIM-ANDES et GLACIOCLIM-ANTARCTIQUE. L’évolution des glaciers est l’un des indicateurs importants sélectionnés par le Groupe Intergouvernemental sur l’Évolution du Climat (IPCC) pour situer la variabilité et les tendances climatiques au cours du dernier siècle. Les glaciers constituent désormais un indicateur climatique essentiel pour le passé comme pour l’avenir. GLACIOCLIM a pour but de constituer une base de données glacio-météorologiques sur le long terme. Il s’agit du volet antarctique de l'Observatoire de Recherches en Environnement (ORE) GLACIOCLIM, destiné à détecter, surveiller et comprendre l'évolution du climat en milieu glaciaire. Le programme prévoit la mise en place et la maintenance, pour la durée de l’ORE, d’un réseau de mesure du bilan de masse de surface à Concordia (un relevé par an au minimum). Des instruments météorologiques sont également déployés à proximité de Concordia et des campagnes spéciales d’observation météorologiques et glaciologiques sont organisées.[réf. nécessaire]
- CESOA :

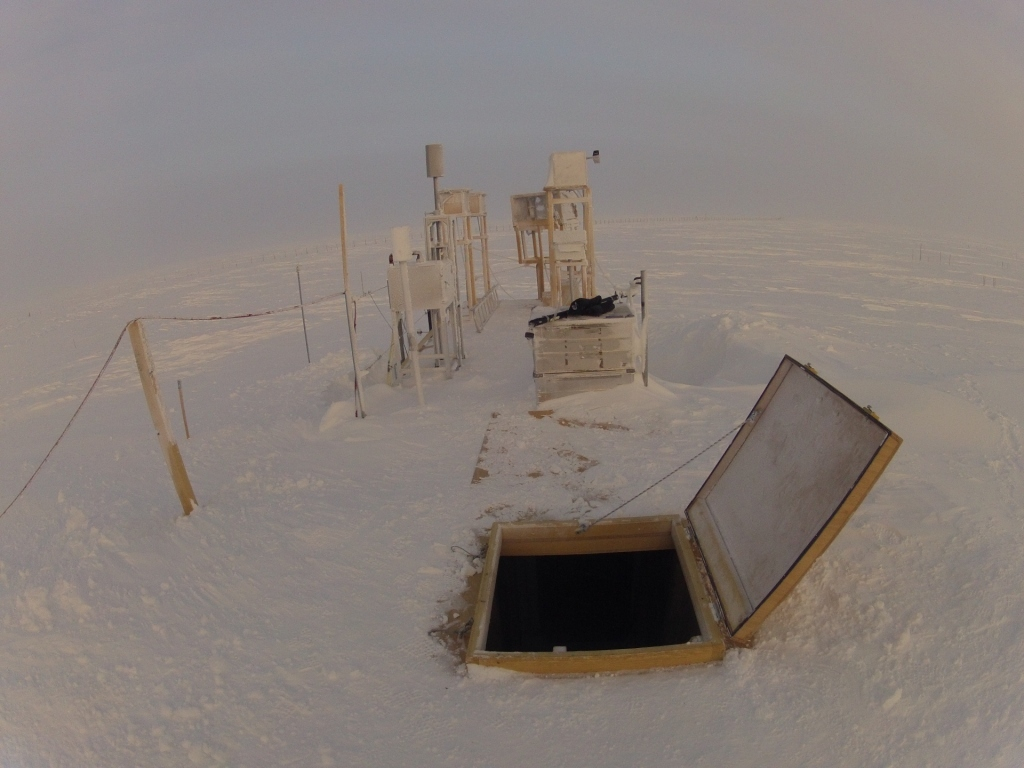
Abri Glaciologie — prélèvements atmosphériques à la station Concordia en 2013.

CESOA vise à étudier le cycle atmosphérique du soufre dans les régions polaires afin de comprendre les causes de sa variabilité inter-annuelle en liaison avec les émissions biogéniques marines de DMS (glace de mer, anomalies de température de surface de l’océan, vitesse du vent, teneur en chlorophylle de l’océan, variabilité climatique liée à l’ENSO) et d’appréhender la réponse future au changement climatique global. Le programme réalise un suivi du DMS, des aérosols soufrés, de l’ozone et des gaz acides contenus dans l’atmosphère au dôme C. Ce programme s’applique également à comprendre et caractériser les relations entre la chimie et la dynamique atmosphérique sur le haut plateau antarctique à la station Concordia. Pour cela, un suivi à long terme de l’ozone et des gaz acides est proposé, complété par l’étude de la dimension verticale de la composition chimique de l’atmosphère en lien avec la dynamique atmosphérique. Une des implications est de mieux comprendre l’incorporation et le dépôt des impuretés dans les carottes de glace au dôme C.[réf. nécessaire]
- SUNITE DC 1011 :

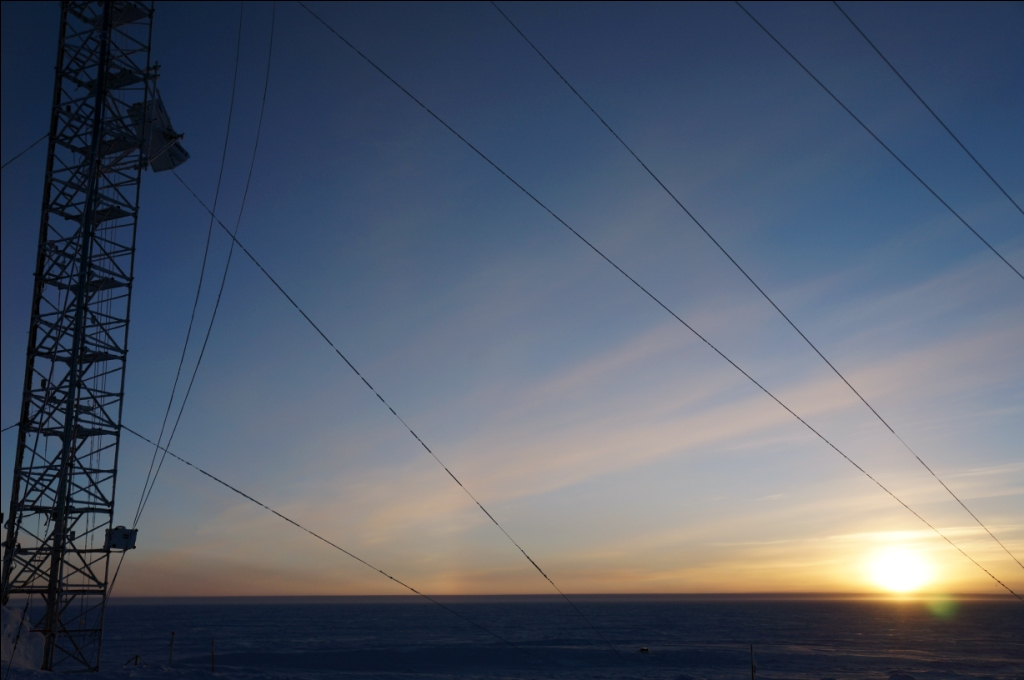
Tour d’instruments météorologique, sur la physique de l’atmosphère et la physique de la neige en 2013.

Le but de SUNITE DC est de documenter et d’utiliser les anomalies isotopiques des oxyde-anions (sulfates et nitrates) pour contraindre les sources, transformations et transports de ces composées vers les régions polaires où ils sont archivés sur des milliers d’années[pas clair]. Dans ce projet, les trois composants air, neige et glace sont étudiés sous des conditions climatiques et météorologiques différentes. Le programme NITEDC était destiné à l'étude des effets post-dépôts du nitrate en utilisant sa composition isotopique en oxygène et en azote. Les compositions isotopiques résultent du mode de formation de la matière et portent de fait une information de qualité sur les mécanismes d’oxydation et sur l’identification et l’importance des sources des précurseurs. Cette information peut être reconstituée à partir des carottes de glace et devrait permettre d’accéder à l’activité chimique passée de l’atmosphère en lien avec les changements climatiques. Nous proposons de continuer le travail entrepris durant NITEDC, c’est-à-dire le suivi de la composition isotopique du nitrate dans un contexte de reconstitution de la couche d’ozone et d’étendre l’étude aux sulfates.[réf. nécessaire]
- CALVA 2013 :

Ce projet est conçu pour l’acquisition sur le terrain, en Terre Adélie et au dôme C, de données permettant de mieux vérifier, valider ou améliorer les modèles météorologiques et climatiques en Antarctique à l’échelle des processus et les méthodes d’exploitation des données satellitaires dans le spectre de l’infrarouge thermique et des micro-ondes passives. Ce projet prend le relais du projet Concordiasi (IPEV 914) pour l’IR et la modélisation météorologique et constitue le volet « terrain » de la partie « Incertitudes » sur les processus de bilan de masse de surface du projet européen FP7 Ice2Sea démarré en 2010.[réf. nécessaire]
- GMOstral 1028 :

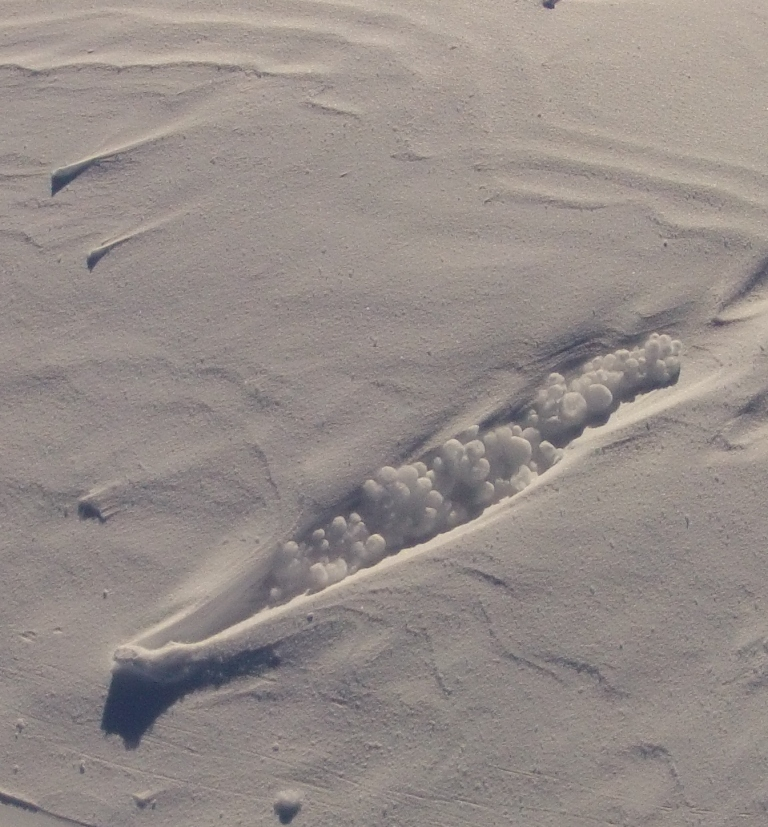
Formation de yukimarimo en 2013 à la station Concordia.

GMOStral découle d’une initiative lancée par le programme européen GMOS (Global Mercury Observation System) dont le but premier est de coordonner un réseau planétaire d’observations du mercure atmosphérique. Les données permettront de mettre en œuvre et valider les modèles atmosphériques régionaux et mondiaux dans l’optique de motiver et orienter les futures réglementations concernant ce polluant global. Dans ce cadre, nous proposons la mise en place de trois stations de mesures en régions subantarctique et antarctique afin de documenter et surveiller les variations atmosphériques du mercure dans les régions reculées de l’hémisphère sud et de travailler sur la réactivité très mal connue, les cycles, les dépôts et la réémission en Antarctique.[réf. nécessaire]
- Glaciologie 902 :

La station permanente de Concordia et sa proximité avec le site de forage EPICA présente un grand intérêt pour les études glaciologiques. Les objectifs scientifiques de ce projet sont : une meilleure interprétation des enregistrements glaciaires avec en particulier la validation de la fonction de transfert air/neige/glace ; l’analyse de carottes devant être prélevées durant les traverses et carottages effectués dans le cadre des programmes IPEV no 454 (TASTE-IDEA) et 1052 (EXPLORE). La compréhension de la dynamique glaciaire locale et l’estimation du changement d’épaisseur actuel dans les régions centrales antarctiques à partir d’observations de surface (remesurage du réseau de déformation existant), de modélisation, de télédétection et de mesures innovantes dans le trou de forage. Enfin, la station Concordia est un site idéal pour la validation des données satellitaires sur le plateau antarctique.[réf. nécessaire]

### Climatologie
- Des ballons-sondes sont lâchés depuis la base pour étudier, entre autres, la couche d'ozone.
- Un lidar permet de surveiller depuis le sol l’évolution du trou d’ozone et compléter ainsi les mesures satellitaires.
- Une station météo enregistre en permanence : température, hygrométrie et vitesse du vent (relativement faible au dôme C en comparaison des blizzards catabatiques sévissant régulièrement sur la station côtière de Dumont-d’Urville). Un record de froid y fut établi le 4 septembre 2007 : −81,9 °C.[réf. souhaitée]

### Astronomie

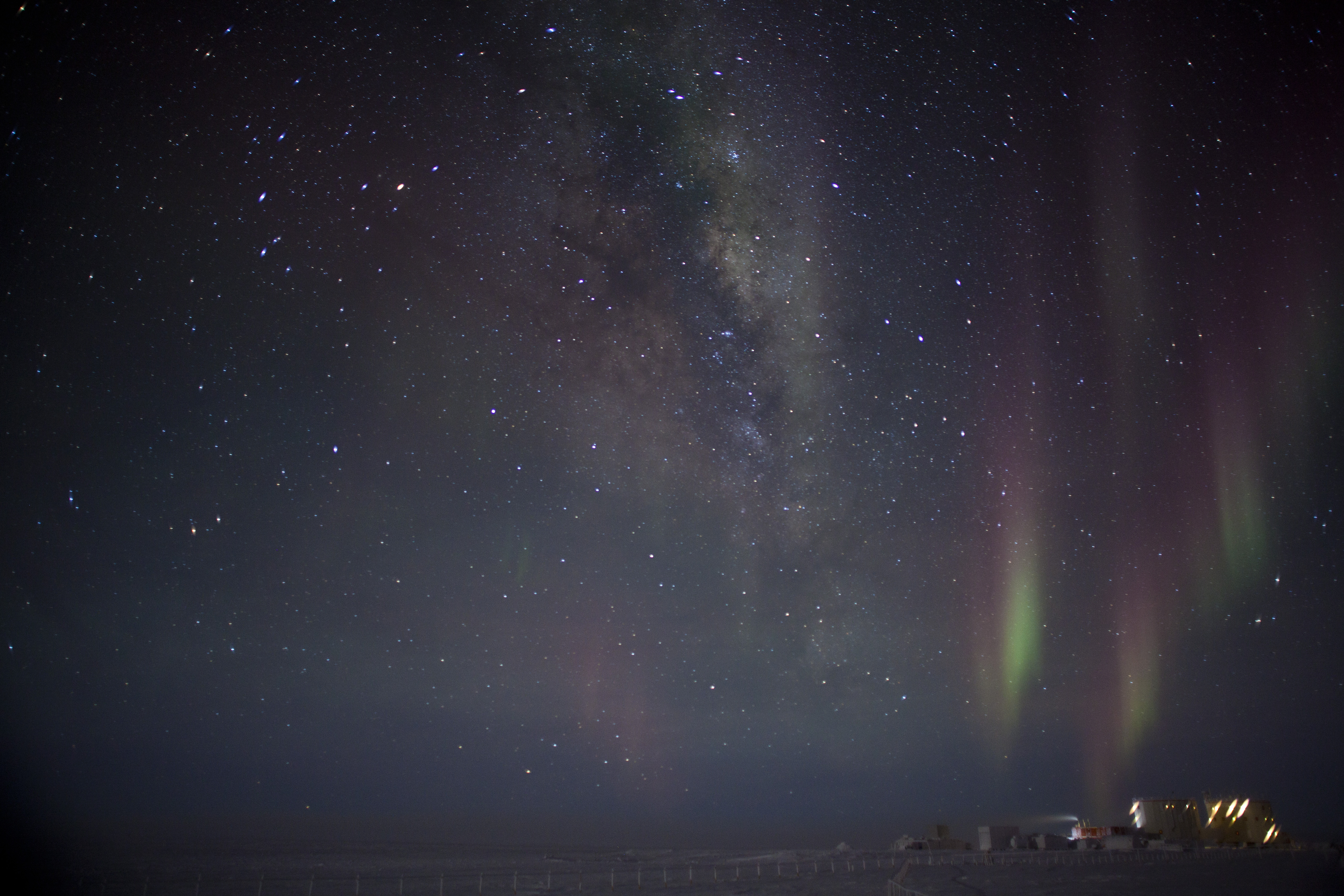
Aurore australe pendant l’hiver 2013 (juillet) à la base Concordia.

Les trois mois de nuit polaire et la position à 3 233 m d’altitude offrant une atmosphère très pure et un ciel dégagé plus de 80 % du temps font de Concordia un lieu d’observation privilégié. Les premières observations indiquent que l’essentiel des turbulences se situent dans une couche d’air proche du sol ne dépassant pas 30 m d’épaisseur en moyenne. De telles dimensions permettent d’envisager une structure plus haute supportant les appareils d’observation et leur permettant de disposer d’une qualité optique proche de celle de l’espace[réf. souhaitée]. Le caractère désertique (moins de 2,5 cm de neige par an à cette altitude) fait que les observations en infrarouge sont remarquables.

#### Mesures de la turbulence atmosphérique pour l'astronomie
Une des premières activités astronomiques sur le site de Concordia remonte à 1995 et consista à mesurer l’influence de l’atmosphère sur la qualité des images formées au foyer des télescopes. Ce domaine de recherche est communément appelé « qualification de site astronomique ». Il consiste à mesurer plusieurs paramètres caractéristiques de la turbulence atmosphérique dont la qualité optique, l’échelle externe, le temps de cohérence, l’angle d’isoplanétisme, etc.[réf. nécessaire] Cette première mission sur le site a été effectuée par Jean Vernin (Laboratoire d’Astrophysique de l’université de Nice) et de Giorgio Dall'Oglio (Université de Rome III) à l’aide de ballons-sondes. Ces ballons sont équipés de capteurs de température et de vitesse du vent qui permettent, après analyse, de déduire la quantité d’énergie turbulente in situ aux diverses altitudes (CT2). Ces premières mesures sont bien sûr effectuées durant la période estivale australe puisqu’à l’époque la base hivernale n’était pas encore construite.
S’ensuivit ensuite une série de missions à partir de l’an 2000 qui visaient à tester le matériel en vue d’hivernages futurs et à affiner les mesures à long terme en les complétant par plusieurs autres méthodes d’observation. Après plusieurs campagnes « ballons », un télescope DIMM (Differential Image Motion Monitor) fut d’abord installé en décembre 2002, toujours pendant l’été austral, et des mesures sont faites de jour sur l’étoile Canopus[réf. nécessaire] en parallèle des mesures des ballons-météo. Les résultats firent apparaître une qualité optique médiane de 1.2″. Les deux tours de la base sont en cours de construction à cette époque, les hivernages ne sont toujours pas envisageables et chaque été jusqu’en 2005, ces mesures de turbulence sont sans cesse complétées et améliorées. On s’aperçut notamment que tous les jours en fin d’après-midi, la couche turbulente « disparaissait » donnant lieu à une qualité optique de l’ordre de seulement 0.3″~0.4″ qui peuvent être qualifiés d’exceptionnels[réf. nécessaire]. Cette valeur est meilleure que dans les meilleurs sites astronomiques actuellement exploités (en particulier celui du Mauna Kea à Hawaï). Cet effet spectaculaire est dû au fait qu’en fin d’après-midi, lorsque le Soleil est bas sur l’horizon, les températures aux diverses altitudes s’homogénéisent rendant l’atmosphère extrêmement stable.[réf. souhaitée]
Les télescopes DIMM mesurent les effets cumulés de la turbulence à l’altitude où ils sont placés. Il était donc primordial de pouvoir effectuer ces mesures à diverses hauteurs. Dans cette optique deux plateformes en bois en forme d’arche furent installées pendant la campagne d’été 2003-2004 (hauteur de 8 m) et un DIMM placé sur le toit de la base en 2005 (hauteur de 20 m). Finalement, les mesures DIMM ont été faites au niveau du sol (~2 m), à 8 m et à 20 m) et ont permis de confirmer qu’à long terme que l’épaisseur de la couche turbulente n’était que d’environ 30 m (valeur donnée par les ballons à cette altitude) avec une amplitude des variations du même ordre, surtout en été (voir le paragraphe précédent).
En 2002-2003, une équipe australienne menée par John Storey installa une station de mesure autonome (AASTINO) composée d’un MASS-DIMM et d’un sodar (mesures par ondes acoustiques). Elle était destinée à fonctionner automatiquement durant l’hiver 2003 où elle fournit des données préliminaires avec en particulier les images d’une caméra web du site. L’hiver suivant en 2004, malgré des difficultés techniques qui causeront l’arrêt des instruments au mois d’avril 2004 (prémices de l’hiver austral), des mesures de turbulence furent effectuées. L’article conclut de manière très (trop) optimiste que la qualité optique en hiver était inférieure à 0.3″, mais sans préciser que les deux instruments déployés n’étaient pas sensibles aux premières dizaines de mètres de la couche turbulente.
C'est à partir de 2005 et le tout premier hivernage de la station Concordia que des mesures de turbulence sont effectuées systématiquement y compris durant la nuit polaire australe. À partir de ce moment, on mesure alors la plupart des paramètres de la turbulence atmosphérique quasi-continuellement. Comme on s'y attendait pendant l'hiver, elles montrèrent que l’épaisseur moyenne de cette couche turbulente était stable à environ 30 m.
De manière similaire, d’autres instruments (GSM, SONIC, SSS, MOSP, PBL) ont permis de mesurer continuellement d’autres paramètres de la turbulence, certains étant par exemple pertinents pour l’interférométrie stellaire (angle d’isoplanétisme, échelle externe, temps de cohérence). Ce travail mené dans le cadre de deux programmes soutenus par l’IPEV (Concordi-Astro jusqu’en 2005 et Astro-Concordia jusqu’en 2012) a permis de faire du site du dôme C le site le mieux qualifié au monde.[réf. nécessaire]
Bien que l’intérêt du site pour l’astronomie soit reconnu par la grande majorité des astronomes (longues périodes nocturnes, stabilité et pureté de l’atmosphère, excellente qualité optique au-delà de 30 m de hauteur), une certaine confusion régna vers 2005. En effet, la publicité faite sur la qualité du site au travers des publications (Nature 2004) et de colloques à cette époque a fait penser que même un instrument simplement installé au niveau du sol pourrait bénéficier de cette qualité optique exceptionnelle, ce qui n’est pas le cas. Pour pouvoir tirer profit de cette qualité optique exceptionnelle, les télescopes devraient directement être installés à 30 m (ce qui est techniquement faisable). Pour un instrument au sol, ces conditions permettraient tout de même à un télescope équipé d’un système d’optique adaptatif de fonctionner de manière bien plus efficace que sur d’autres sites.

#### Collaboration IRAIT-ITM/AMICA/CAMISTIC
Projet lancé en 2002, IRAIT est un télescope (monture Alt-Az) avec un miroir primaire (M1) de 80 cm de diamètre et d'une focale de f/20 conçu pour observer le rayonnement infrarouge par l'université de Pérouse. C’est un télescope Nasmyth constitué de trois miroirs M1, M2 et M3. La rotation du miroir M3 permet d’envoyer le faisceau sur l’un des deux foyers Nasmyth ou se trouvent les instruments d’observation. Le miroir secondaire M2 est un miroir vibrant permettant d’appliquer la méthode d’observation du chopping[pas clair] et dont la translation permet de régler le focus. Les miroirs M2/M3 et leurs systèmes de pilotage ont été réalisés par l’université de Grenade et l'IEEC de Barcelone.
Le premier instrument d’observation AMICA (Antarctic Multiband Infrared CAmera) est un instrument constitué de deux détecteurs CMOS : un pour l’infrarouge proche et un autre pour l’infrarouge moyen (et d'un jeu de filtres) conçu par l’INAF (Observatoire astronomique des Abruzzes) à partir de 2005. Ces deux détecteurs se trouvent dans un cryostat permettant de refroidir le capteur d’infrarouges à près de 25 K et le capteur d’infrarouges moyens à 5 K grâce à un compresseur à hélium 4, et maintenus à une pression d’environ 10–7 mbar.[réf. nécessaire]
En 2008 le CEA/SAP (Service d’astrophysique du Commissariat à l'énergie atomique et aux énergies alternatives) s’ajouta aux collaborateurs en développant un deuxième instrument : CAMISTIC (Caméra Infrarouge Submillimétrique pour l’Antarctique). Cet instrument est constitué d’une matrice de bolomètres permettant d’observer le rayonnement infrarouge lointain (à des longueurs d’onde de 200 et 350 µm). Le bolomètre est refroidi à 0,3 K à l’aide d’un système réfrigérant bi-étagé (3He et 4He), le tout étant maintenu à une pression de 10–7 mbar.
La chaleur produite par les compresseurs d’AMICA et de CAMISITIC est récupérée pour chauffer le laboratoire d’astronomie à l’aide d’un circuit au glycol conçu par l’IPEV.
Le télescope fut installé pendant l’été de 2008 à 2012 alors que AMICA et CAMISTIC furent installés pendant les étés 2012 et 2013. Pendant l’hivernage de la mission DC9 en 2013, les deux astronomes responsables ont dirigé les phases de tests et de mises en service de l’ensemble du projet. L’acquisition des premières données a débuté.

### Géophysique
- La station sismologique a parfaitement enregistré le séisme de 2004 dans l'océan Indien.
- Les balises GPS permettent, avec celles de la station Dumont-d’Urville et de Mario-Zucchelli, de mesurer la dérive continentale et de compléter ainsi les données globales des déplacements tectoniques.[réf. nécessaire]
- La station permet de corroborer au sol les mesures satellitaires (travail de calibration d’instruments).

### Météorites
L'éloignement de la station des activités humaines, son épaisse calotte glaciaire qui l'isole du sol continental et son climat exceptionnel (froid, vent catabatique…) font de Concordia un site remarquable pour rechercher et extraire des micrométéorites. Des chercheurs de l'équipe d'Astrophysique du solide du Centre de spectrométrie nucléaire et de spectrométrie de masse (CSNSM) ont lancé un programme de collecte à cet endroit. Un fondoir doté d'un filtre permet de collecter des poussières provenant de blocs de neige extraits d'une tranchée dont la profondeur permet de trouver des neiges tombées avant la construction de la station. Ces campagnes ont permis d'identifier deux nouvelles familles de micrométéorites et notamment, en mai 2010 dans le cadre du projet ORIGINS (Elucidating the origins of Solar System(s): anatomy of primitive meteorites), les micrométéorites ultra-carbonées (UCAMMs, Ultracarbonaceous Antarctica Micrometeorites). Cette découverte de grains très probablement cométaires contenant au moins 50 % de matière carbonée était sans précédent sur Terre. Seule la mission spatiale Stardust avait rapporté des poussières de comètes très similaires mais à très petite échelle. Ces micrométéorites sont aussi exceptionnellement riches en deutérium et en azote et sont extrêmement rares (environ 1 % de la collection).

### Sociologie et médecine humaine
L'isolement pendant une longue durée d'un petit groupe d'êtres humains est idéal pour définir des portraits types en vue de l'exploration de la planète Mars. L’esa-médecine[pas clair] étudie aussi l’hypoxie d’altitude, la déshydratation (paradoxale sur 3 000 m de glace, mais l’atmosphère est très sèche), la nuit en continu de mai à août (perturbation des rythmes circadiens, lumière artificielle en permanence), le froid sec, etc.

### Technologie
Équipements technologiques spéciaux notamment pour leur résistance au froid extrême : par exemple, les panneaux de construction de la station sont brevetés pour leur résistance thermique sur des variations de −80 °C à 20 °C ; le site est garanti pour 30 ans. La logistique est primordiale dans cet isolement total : carburants et centrale énergétique, eau, traitement des eaux usées, médecine du froid et vêtements, alimentation, etc. : tout sauf l'oxygène relève d'une expédition extra-terrestre.

## Hivernages
Alors que la station est utilisée pendant la saison estivale depuis décembre 1997, le premier hivernage (de février à octobre) n’est effectué qu’en 2005. Durant cette période, la station est inaccessible, nécessitant une totale autonomie des hivernants.